# Metric
Metric — канадская группа, играющая в жанрах инди-рок и новая волна. Изначально группа образовалась в Торонто, но в разное время находилась в Монреале, Лондоне, Нью-Йорке и Лос-Анджелесе. Последний на данный момент альбом Metric «Formentera II» вышел 13 Октября 2023 года.

## История

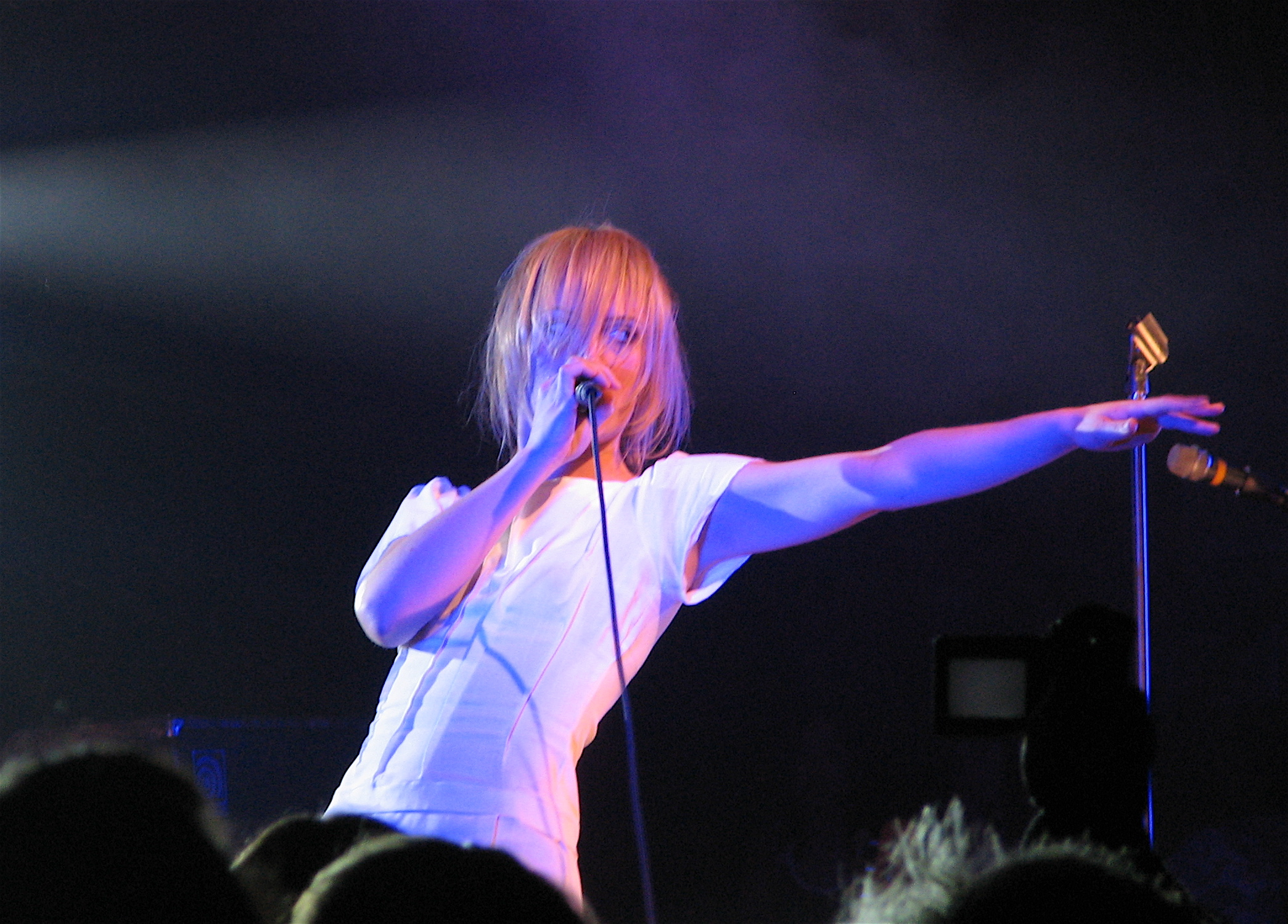
Выступление в Бернаби, 2006

Первоначально Metric был проектом певицы и клавишницы Эмили Хайнс и её друга Джэймса Шоу. Музыканты познакомились в Монреале, а в 1998 году переехали в Бруклин, Нью-Йорк, где дуэт и создал группу. Эмили и Шоу пробовали записывать песни на съёмной квартире, пока им не удалось заключить контракт с Лондонской звукозаписывающей компанией. В Лондоне был наработан материал для первого альбома Grow Up And Blow Away. Спустя немного времени, в 2000 году, Metric вернулись в США, где встретили ударника Жуля Скотт-Ки и заключили контракт с Restless Records в Лос-Анджелесе. Втроём участники начали экспериментировать со звуком, «прыгая» с инди-рока на электронику и обратно.
В 2001 году, из-за сомнений руководства лейбла, не желавшего выпускать дебютный альбом, команда стала давать много концертов, чтобы обратить на себя внимание. Зимой Metric покинули Штаты, уехав в Канаду. Имея большой опыт живых выступлений, группа с успехом выступила на фестивале Canadian Music Week в марте 2002 года. После концерта Restless Records наконец согласились выпустить диск, но Metric решили записать новый альбом. Джимми Шоу привёл в группу своего старого друга Джоша Уинстеда, который стал басистом. В таком составе Metric играют и по сей день.
Зимой 2003 года за небольшое время был записан первый студийный альбом Old World Underground, Where Are You Now?. Пластинка содержала несколько сильных композиций, таких как «Dead Disco», «Combat Baby», «Hustle Rose». В Канаде дебютный альбом группы стал «золотым» в 2005 году. Metric продолжили работать над звучанием, сделав заметный шаг в сторону панк-рока.
В том же 2005 году вышел второй студийный альбом — Live It Out. Пластинка записана на стыке инди и панк-рока, с меньшим акцентом на электронику. Титульная песня «Live It Out» является чистым панк-роком. Популярность группы существенно возросла, чему поспособствовало выступление на разогреве у The Rolling Stones. В 2006 году Эмили выпустила сольный альбом Knives Don’t Have Your Back.
В 2007 году вышел третий официальный, но первый записанный альбом Metric Grow Up And Blow Away. Чуть позже, в 2008 году вышел первый концертный DVD группы. В 2009 году Metric поднялись на принципиально новый уровень. Их четвёртый альбом Fantasies моментально стал любимым среди фанатов и поклонников инди-музыки. Песни с этого альбома являются «флагманами» группы и по сей день. Песни «Sick Muse», «Help I’m Alive», «Gold Guns Girls», «Gimme Sympathy», «Stadium Love» регулярно исполняются коллективом на концертах.

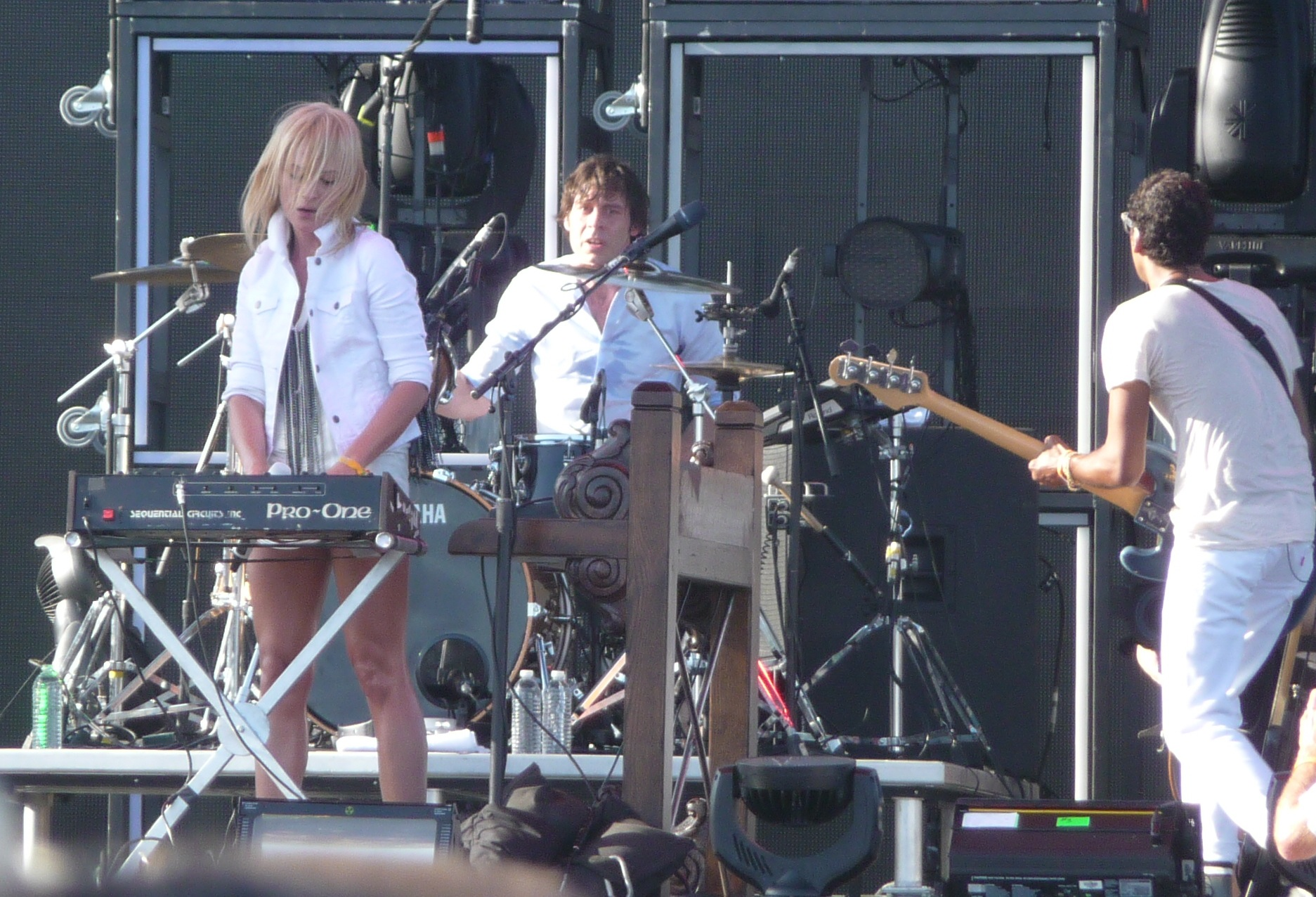
Metric на фестивале Coachella, 2013

18 июня 2012 года увидел свет пятый студийный альбом Metric — Synthetica. Пластинка состояла из 11 треков, спродюсированных гитаристом коллектива и его духовным лидером Джимми Шо. Тем временем, «лицо» квартета Эмили Хейнс заявила, что новый «напряжённый» диск будет квинтэссенцией 10-летней карьеры Metric, наконец-то осуществивших свою давнюю мечту записаться в студии Electric Lady Studios, не испытывая давления со стороны лейбла. Песня Speed the Collapse стала саундтреком игры FIFA 13
По словам Эмили, в новом альбоме «смешался сахарный драйв» первых дисков группы, «мрачное настроение» третьего альбома Live It Out, а также «структурные поиски» четвёртого диска Fantasies, который, хоть и стал на тот момент лучшим, но не поднял группу на вершину успеха. Что касается названия диска, то Хейнс заявила, что оно имеет отношение скорее только к титульному треку, который является средоточием тем альбома. «Оно говорит нам: „Что реально? Что нереально?“ в наш суперсовременный век. И именно „Synthetica“ способна объединить всё разом», — сообщила Эмили Хайнс.
«Synthetica — это о бессоннице, всякой чертовщине, моде, устройствах и гаджетах, занимающих наш мозг, делающих нас опустошёнными, о том, как мы наблюдаем за гибелью людей в других странах, за гибелью соотечественников, о танцах до упада, допросах полицейских, поэтической справедливости, поисках себя, сексе, апокалипсисе, глупых поступках и сожалениях, которые, как мы уверяем других, делают нас сильнее, о том, как мы покидаем город, не сумев решить проблемы, пожирающих наши силы и время».
В настоящее время группа выступает с концертами в поддержку нового альбома по США и Канаде.

## Дискография

### Альбомы
| Год  | Подробно                                                                                            | Максимальные позиции в чартах | Максимальные позиции в чартах | Максимальные позиции в чартах | Максимальные позиции в чартах | Максимальные позиции в чартах | Сертификация    |
| Год  | Подробно                                                                                            | CAN                           | AUS                           | FRA                           | UK                            | US                            | Сертификация    |
| ---- | --------------------------------------------------------------------------------------------------- | ----------------------------- | ----------------------------- | ----------------------------- | ----------------------------- | ----------------------------- | --------------- |
| 2003 | Old World Underground, Where Are You Now? - Дата выхода: 2 сентября 2003 - Лейбл: Last Gang Records | —                             | —                             | 188                           | —                             | —                             | - CAN: Gold     |
| 2005 | Live It Out - Дата выхода: 27 сентября 2005 - Label: Last Gang Records                              | —                             | —                             | —                             | —                             | —                             | - CAN: Platinum |
| 2007 | Grow Up and Blow Away - Дата выхода: 26 июня 2007 - Лейбл: Last Gang Records                        | —                             | —                             | —                             | —                             | —                             |                 |
| 2009 | Fantasies - Дата выхода: 7 апреля 2009 - Лейбл: Metric Music International                          | 6                             | 48                            | 110                           | 164                           | 76                            | - CAN: Platinum |
| 2012 | Synthetica - Дата выхода: 12 июня 2012 - Лейбл: Electric Lady Studios                               | 2                             | 21                            | 91                            | 51                            | 12                            | - CAN: Platinum |
| 2015 | Pagans in Vegas - Дата выхода: 18 сентября 2015 - Лейбл: Metric Music International                 | —                             | —                             | —                             | —                             | —                             |                 |
| 2018 | Art of Doubt - Дата выхода: 21 сентября 2018 - Лейбл: Metric Music International                    | 6                             | —                             | —                             | —                             | 95                            |                 |
| 2022 | Formentera - Дата выхода: 8 июля 2022 - Лейбл: Metric Music International                           | 38                            | 35                            | —                             | 22                            | 26                            |                 |
| 2023 | Formentera II - Дата выхода: 13 октября 2023 - Лейбл: Metric Music International                    | 82                            | 46                            | —                             | 66                            | —                             |                 |

1. ↑  Записан либо в 1999[8], либо в 2001[9], но был выпущен только в 2007 с небольшими изменениями в трек-листе.

### Мини-альбомы
- Mainstream EP (1998)
- Static Anonymity (2001)
- Live at Metropolis (2007)
- Plug In Plug Out (2009)

### Синглы
| Год  | Название                           | Максимальные позиции в чартах | Максимальные позиции в чартах | Максимальные позиции в чартах | Максимальные позиции в чартах | Альбом                                    |
| Год  | Название                           | CAN                           | UK                            | US Alt.                       | US Rock                       | Альбом                                    |
| ---- | ---------------------------------- | ----------------------------- | ----------------------------- | ----------------------------- | ----------------------------- | ----------------------------------------- |
| 2001 | «Grow Up and Blow Away» (UK promo) | —                             | —                             | —                             | —                             | Grow Up and Blow Away                     |
| 2001 | «Raw Sugar» (promo)                | —                             | —                             | —                             | —                             | Grow Up and Blow Away                     |
| 2004 | «Combat Baby»                      | —                             | —                             | —                             | —                             | Old World Underground, Where Are You Now? |
| 2004 | «Succexy» (promo)                  | —                             | —                             | —                             | —                             | Old World Underground, Where Are You Now? |
| 2004 | «Dead Disco» (promo)               | —                             | —                             | —                             | —                             | Old World Underground, Where Are You Now? |
| 2006 | «Monster Hospital»                 | 1                             | 55                            | —                             | —                             | Live It Out                               |
| 2006 | «Poster of a Girl»                 | 3                             | —                             | —                             | —                             | Live It Out                               |
| 2006 | «Handshakes» (promo)               | 17                            | —                             | —                             | —                             | Live It Out                               |
| 2007 | «Empty»                            | —                             | —                             | —                             | —                             | Live It Out                               |
| 2008 | «Help, I'm Alive»                  | 21                            | —                             | 17                            | 30                            | Fantasies                                 |
| 2009 | «Front Row» (promo)                | 65                            | —                             | —                             | —                             | Fantasies                                 |
| 2009 | «Gimme Sympathy» (promo)           | 52                            | —                             | —                             | —                             | Fantasies                                 |
| 2009 | «Sick Muse»                        | —                             | —                             | —                             | —                             | Fantasies                                 |
| 2009 | «Gold Guns Girls» (promo)          | 88                            | —                             | 16                            | 29                            | Fantasies                                 |
| 2010 | «Stadium Love» (promo)             | —                             | —                             | —                             | —                             | Fantasies                                 |
| 2012 | «Youth Without Youth»              | —                             | —                             | —                             | —                             | Synthetica                                |
| 2012 | «Breathing Underwater»             | 22                            | —                             | 11                            | 35                            | Synthetica                                |
| 2013 | «Synthetica»                       | —                             | —                             | —                             | —                             | Synthetica                                |
| 2015 | «The Shade»                        | 92                            | —                             | 40                            | —                             | Pagans in Vegas                           |

## Видеография

### DVD
| Год  | Подробно                                                              |
| ---- | --------------------------------------------------------------------- |
| 2008 | Live at Metropolis - Дата выхода: 12 февраля 2008 - Лейбл: Last Gang  |
| 2018 | Dreams So Real - Дата выхода: 13 апреля 2018 - Лейбл: Media Goes Here |

### Музыкальные видео
| Год  | Название              | Режиссёр                           | Альбом                                    |
| ---- | --------------------- | ---------------------------------- | ----------------------------------------- |
| 2003 | «Calculation Theme»   | Ramon Bloomberg                    | Old World Underground, Where Are You Now? |
| 2003 | «IOU»                 | Unknown                            | Old World Underground, Where Are You Now? |
| 2003 | «Combat Baby»         | Michael Schiller                   | Old World Underground, Where Are You Now? |
| 2003 | «Succexy»             | Ashley Cahill                      | Old World Underground, Where Are You Now? |
| 2004 | «The List»            | Chris Grismer                      | Old World Underground, Where Are You Now? |
| 2004 | «Dead Disco»          | Chris Grismer                      | Old World Underground, Where Are You Now? |
| 2005 | «Monster Hospital»    | Micah Meisner                      | Live It Out                               |
| 2006 | «Poster of a Girl»    | Micah Meisner                      | Live It Out                               |
| 2007 | «Empty»               | Jaron Albertin                     | Live It Out                               |
| 2009 | «Help, I'm Alive»     | Deco Dawson                        | Fantasies                                 |
| 2009 | «Gimme Sympathy»      | Frank Borin                        | Fantasies                                 |
| 2009 | «Sick Muse»           | Justin Broadbent                   | Fantasies                                 |
| 2010 | «Gold Guns Girls»     | Eady Bros. / METRIC                | Fantasies                                 |
| 2010 | «Stadium Love»        | Robby Starbuck & Frank Borin       | Fantasies                                 |
| 2010 | «Eclipse (All Yours)» | Brantley Gutierrez                 | The Twilight Saga: Eclipse                |
| 2018 | «Dressed to Suppress» | Justin Broadbent                   | Art of Doubt                              |
| 2018 | «Dark Saturday»       | Justin Broadbent                   | Art of Doubt                              |
| 2018 | «Now or Never Now»    | Kristina Fleischer & Jonny Sanders | Art of Doubt                              |
| 2019 | «Risk»                | Duane Fernandez                    | Art of Doubt                              |
| 2019 | «Love You Back»       | Kristina Fleischer & Jonny Sanders | Art of Doubt                              |
| 2022 | «All Comes Crashing»  | Justin Broadbent                   | Formentera                                |